# Fuera de lugar
Fuera de lugar é uma série de televisão criada em 2008 na Espanha.

## Elenco
- Óscar Casas ..... Jorge Hidalgo